# Zanfleuronpass

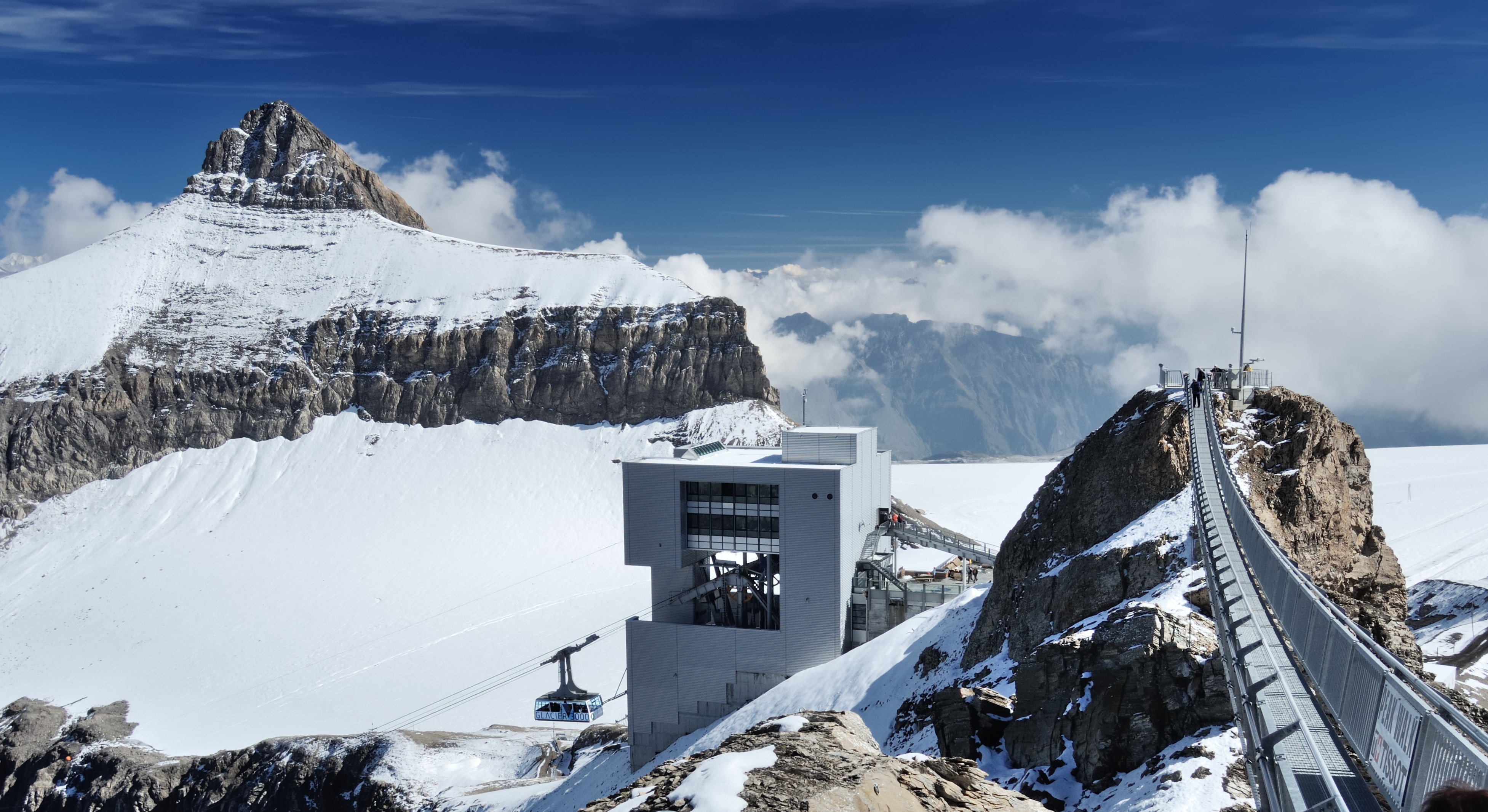
Der Pass zwischen Bergstation und Hängebrücke Sex Rouge, links das Oldenhorn (Sommer 2016)

Der Zanfleuronpass (französisch Col de Zanfleuron) ist ein Gebirgspass in den Schweizer Alpen.
Die Passhöhe liegt auf 2816 m ü. M. im Gebiet der Gemeinde Ormont-Dessus in der Waadt. Der Pass trennt den Sex-Rouge-Gletscher im Norden und den Tsanfleurongletscher im Süden.
Möglicherweise konnte der Pass in der Römerzeit zum Überqueren der Alpen genutzt werden, wofür es allerdings keine direkten Nachweise gibt. Bis ins 21. Jahrhundert war die Passhöhe für mindestens 2000 Jahre vergletschert, wahrscheinlich deutlich länger. Im September 2022 war der Übergang komplett eisfrei. Im Jahr 2012 wurde am Zanfleuronpass noch eine Eisdicke von etwa 15 Metern gemessen.
Die Skipisten am Zanfleuronpass zähl(t)en zu den Höchstgelegenen in der Schweiz. Das Skigebiet lässt sich per Seilbahn erreichen.

## Fussnoten
1. ↑  Alexis Neven, Valentin Dall'Alba, Przemysław Juda, Julien Straubhaar, Philippe Renard: Ice volume and basal topography estimation using geostatistical methods and ground-penetrating radar measurements: application to the Tsanfleuron and Scex Rouge glaciers, Swiss Alps. The Cryosphere, 15, 5169–5186, 2021, doi:10.5194/tc-15-5169-2021.
2. 1 2  Klimawandel in den Alpen: Schweizer Gebirgspass wird erstmals seit 2000 Jahren wieder eisfrei. In: Der Spiegel. 12. August 2022, ISSN 2195-1349 (spiegel.de [abgerufen am 12. August 2022]).
3. ↑  Tina Goebel: Wie Klimawandelleugner Gletscherschmelze ausnutzen. In: ORF Wissenschaft. 4. September 2023, abgerufen am 22. März 2025.

Koordinaten: 46° 20′ N, 7° 13′ O; CH1903: 582703 / 130433